# Dichromodes lissophrica
Dichromodes lissophrica là một loài bướm đêm trong họ Geometridae.